# Кавадзіма (Сайтама)

35°58′53″ пн. ш. 139°28′54″ сх. д. / 35.98139° пн. ш. 139.48167° сх. д.
Кавадзі́ма (яп. 川島町, かわじままち, МФА: [kawad͡ʑima mat͡ɕi̥]) — містечко в Японії, в повіті Хікі префектури Сайтама. Станом на 1 жовтня 2008 площа містечка становила 41,72 км². Станом на 1 січня 2009 населення містечка становило 22 413 осіб.